# Cadillac Sixty Special
La Sixty Special è un'autovettura full-size di lusso prodotta dalla Cadillac dal 1938 al 1976 e dal 1987 al 1993.

## Il contesto
Progettato da Bill Mitchell, il modello derivava dalla Serie 60, da cui il termine sixty nel nome, che in inglese significa “sessanta”. Sebbene nel 1938 la Sixty Special fosse il modello meno costoso della gamma Cadillac, la vettura sarebbe successivamente diventata una delle Cadillac più lussuose e costose. Infatti, con il passare del tempo, il nome del modello diventò sinonimo di lusso.
La Sixty Special fu offerta con carrozzeria Fleetwood, da cui il nome con cui fu anche conosciuta, cioè “Fleetwood Sixty Special”.

## La prima serie: 1938-1941
Nel 1938, un nuovo modello venne aggiunto alla sottogamma economica della Cadillac (cioè la Serie 60), che fu denominato Sixty Special. Questa prima serie venne prodotta dal 1938 al 1941, e le sue peculiarità furono un bagagliaio integrato, la mancanza di predellini laterali (presto tutte le case automobilistiche avrebbero seguito l'esempio) e delle portiere incernierate in quattro punti.
Il modello possedeva un passo piuttosto lungo, 3.226 mm. La nuova Sixty Special utilizzava uno specifico telaio ad X come base, che permetteva al massiccio modello di essere sostenuto dal telaio stesso senza problemi. Ciò non diede soltanto alla Cadillac il telaio più rigido del mercato, ma fornì un corpo vettura 3 pollici più basso di quelli montati sulle altre Cadillac, senza però perdere spazio interno per le teste dei passeggeri. La scomparsa dei predellini laterali e la mancanza di modanatura cromata lungo la linea di cintura cagionarono un aspetto ribassato. Questa serie di Sixty Special montava un motore V8 da 5,7 L di cilindrata erogante 130 CV di potenza. Il motore era montato anteriormente, mentre la trazione era posteriormente. I cambi disponibili furono due, uno manuale a tre rapporti sincronizzati, ed un altro automatico Hydra-Matic a quattro rapporti.
Nell'anno del debutto, vennero prodotti 3.703 esemplari, il cui prezzo di vendita fu di 2.090 dollari. Il successo fu immediato, e le vendite superarono presto quelle degli altri modelli Cadillac. Oltre alla versione berlina quattro porte, che era l'unica disponibile per il pubblico, furono assemblati anche modelli speciali. Gli esemplari speciali furono tre, più precisamente due versioni cabriolet a quattro porte, che erano molto accattivanti e vennero acquistati da dirigenti General Motors, ed una versione coupé.
Nel triennio in cui fu in produzione questa serie, vennero assemblati a Detroit un totale di 17.900 esemplari.

## La seconda serie: 1942-1947
Nel 1942 fu lanciata la nuova serie, che era più lunga di 180 mm e più bassa di 25 mm rispetto al modello del 1941. Il passo era ora 3.400 mm, cioè il valore più elevato tra tutte le Cadillac (tranne le versioni limousine). Ciò sarebbe stata una caratteristica distintiva della Sixty Special. Per i successivi 28 anni la Sixty Special sarebbe stata basata sulla versione allungata del pianale C della General Motors.
A causa della seconda guerra mondiale, la Cadillac terminò la produzione di autovetture nel febbraio del 1942, ed iniziò, nel contempo, l'assemblaggio di materiale bellico. A conflitto terminato, il 17 ottobre del 1945, la prima autovettura Cadillac tornò ad uscire dalle catene di montaggio. La Sixty Special del 1946 era ora simile alla Serie 62 e mostrava pochi cambiamenti rispetto al modello del 1942, anche se la calandra e i paraurti vennero rivisti. Le luci di parcheggio e gli indicatori di direzione vennero montati sotto fanali anteriori.
Su questa serie di Sixty Special era disponibile un solo tipo di motore. Esso era un V8 e possedeva una cilindrata di 5,7 L. I cambi offerti erano due, uno manuale a tre rapporti sincronizzati ed uno automatico Hydra-Matic a quattro velocità. Assemblata a Detroit, aveva il motore montato anteriormente e la trazione posteriore.

## La terza serie: 1948-1949
Quasi tutti i modelli Cadillac vennero rivisti nel 1948, e la Sixty Special non fu un'eccezione. Il passo era il medesimo, ma la carrozzeria fu oggetto di un restyling. All'interno, gli alzacristalli elettrici ed i sedili elettrici a divanetto, con memorizzazione di due posizioni, diventarono di serie. Era ancora disponibile il motore V8 da 5,7 L di cilindrata.
Nel 1949 fu disponibile un nuovo motore a valvole in testa, anch'esso V8, ma da 5,4 L. Questo nuovo propulsore possedeva una corsa corta ed un alto rapporto di compressione. Il nuovo motore era più piccolo e corto del predecessore, ma erogava 10 CV di potenza in più. Questo propulsore venne aggiornato annualmente, e rimase in produzione fino al 1955. Nel 1949 venne aggiornata anche la calandra, che diventò più larga a bassa. Il 1949 fu l'ultimo anno in cui venne usato, sulla Sixty Special, un parabrezza formato da due pezzi. Queste due parti erano divise da un separatore.
I cambi disponibili erano due, uno manuale a tre rapporti sincronizzati ed uno automatico Hydra-Matic a quattro velocità. Assemblata a Detroit sul pianale C della General Motors, questa generazione di Sixty Special aveva il motore montato anteriormente e la trazione posteriore.

## La quarta serie: 1950-1953
Negli anni cinquanta, la Sixty Special continuò ad essere la versione allungata e accessoriata della Serie 62, anche se non fu più offerto il cambio manuale. Nel 1950 la Cadillac rivisitò tutti i modelli della propria gamma, compresa la Sixty Special. Mentre l'opulenza degli interni della Sixty Special non aveva rivali tra i modelli Cadillac, la linea esterna assomigliava a quella della Serie 62. Le feritoie cromate che erano installate fin dal 1942 sul pannello posteriore, furono spostate davanti alle ruote posteriori.
Anche questa serie di Sixty Special era mossa dal motore V8 a valvole in testa da 5,4 L di cilindrata, che produceva 160 CV di potenza. Nel 1950 la Cadillac stabilì un record: per la prima volta nella storia vennero venduti più di 100.000 esemplari, 13.755 dei quali erano Sixty Special. La 100.000ª vettura prodotta quell'anno fu una Sixty Special.
I cambi offerti erano due, uno manuale a tre rapporti sincronizzati ed uno automatico Hydra-Matic a quattro velocità. Assemblata a Detroit sul pianale C della General Motors, questa generazione di Sixty Special aveva il motore montato anteriormente e la trazione posteriore.

## La quinta serie: 1954-1956
Tutte le Cadillac del 1954 furono oggetto di un restyling. Anche la Sixty Special fu coinvolta in questo processo di rinnovamento, anche se, esternamente, assomigliava ancora parecchio alla Serie 62. Il passo fu allungato a 3.378 mm, com'era quindi nel 1949. Erano montati di serie un nuovo servosterzo della Saginaw, e i lavacristalli del parabrezza. Nuovi optional furono il sedili elettrici a divanetto a quattro posizioni memorizzabili, e il servofreno della Bendix. Il motore V8 a valvole in testa da 5,4 L di cilindrata, fu mantenuto, anche se venne aggiornato ed ora produceva 230 CV di potenza.
Nel 1956 venne introdotto un nuovo motore da 6 L, che produceva 285 CV.
Il cambio offerto era solo uno, l'automatico Hydra-Matic a quattro velocità. Assemblata a Detroit sul pianale C della General Motors, questa generazione di Sixty Special aveva il motore montato anteriormente e la trazione posteriore.

Curiositá
Il cantante Elvis Presley, la cui passione per le Cadillac è passata alla storia, acquistò ad inizio 1955 una Cadillac Sixty Special V di seconda mano. La sua avventura con questa auto fu però assai sfortunata, in quanto pochi mesi dopo la macchina prese fuoco a causa di un malfunzionamento di una guarnizione dei cavi dell'impianto frenante. 

## La sesta serie: 1957-1958
La Cadillac introdusse la sua prima hard-top quattro porte, la Sedan de Ville, nel 1956. Quando la Cadillac rivisitò tutti i suoi modelli nel 1957, la Sixty Special adottò una carrozzeria senza montanti, diventando perciò simile alla Sedan de Ville.
Nel 1957 le vendite della Sixty Special toccarono la quota di 24.000 esemplari. Le feritoie cromate che caratterizzavano le Sixty Special dal 1942 furono sostituite da un pannello cromato che occupava la parte inferiore dei parafanghi posteriore. Le scritte “Sixty Special” furono eliminate, ma riapparvero, solo per un anno, nel 1958. Venne offerti come optional l'aria condizionata ed un freno di parcheggio azionabile tramite un pedale.
Il motore V8 a valvole in testa da 6 L di cilindrata della serie precedente fu mantenuto, anche se venne riqualificato ed ora produceva 300 CV di potenza. Erano offerti di serie gli alzacristalli elettrici ed il servofreno.
Nonostante il restyling dei modelli eseguita nel 1957, l'attenzione della Cadillac fu incentrata sulla Eldorado Brougham. Questo modello però non minacciò le vendite della Sixty Special, dato che la Eldorado Brougham era costruita a mano in serie limitata ed aveva un prezzo doppio rispetto alla prima.
Il cambio offerto era solo uno, l'automatico Hydra-Matic a quattro velocità. Assemblata a Detroit sul pianale C della General Motors, questa generazione di Sixty Special aveva il motore montato anteriormente e la trazione posteriore.

## La settima serie: 1959-1960
Nel 1959 comparvero su quasi tutte le Cadillac, Sixty Special inclusa, le famose pinne posteriori. Ora il modello era montato su un telaio con un passo accorciato di 76 mm. La carrozzeria della Sixty Special continuò ad essere senza montanti e ad avere delle modanature distintive. Tra esse, erano presenti una presa d'aria sul parafango posteriore ed una sottile modanatura cromata che iniziava dal parafango anteriore, e terminava in prossimità del paraurti posteriore. Le luci posteriori a proiettile montate sulle pinne erano cromate, e questo differenziava la Sixty Special dalle Cadillac più economiche, dato che su queste ultime i fanali erano in tinta. Il motore installato era un V8 a valvole in testa da 6,4 L di cilindrata che produceva 325 CV di potenza. Rispetto a quello della precedente serie, fu quindi ingrandito.
Nel 1960 le pinne posteriori e l'allestimento cromato esterno vennero rivisti. Nello stesso anno fu introdotto il rivestimento in vinile del tetto, e vennero riproposte le piccole feritoie cromate. Queste ultime, furono introdotte nel 1942, e rimasero sulla Sixty Special fino al 1956.
Il cambio disponibile era solo uno, l'automatico Hydra-Matic a quattro velocità. Assemblata a Detroit sul pianale C della General Motors, questa generazione di Sixty Special aveva il motore montato anteriormente e la trazione posteriore.

## L'ottava serie: 1961-1964
Nel 1961 la Sixty Special fu oggetto di un restyling. Il risultato fu un tettuccio spigoloso e più formale che, a volte, era ricoperto internamente con del vinile. Il passo di accorciato a 3.289 mm. Le feritoie cromate posteriori furono spostate davanti ai fanali posteriori. Con l'uscita di scena della Eldorado Brougham alla fine del 1960, la Sixty Special diventò la “compagna berlina” della Eldorado coupé.
Nel 1962 la linea rimase pressoché invariata, e le prese d’aria sui parafanghi vennero spostate sul tetto, dietro alle portiere posteriori.
Nel 1963 la linea fu oggetto di una revisione, e venne potenziato il motore V8 a valvole in testa da 6,4 L di cilindrata, che ora erogava 325 CV. L'altro motore disponibile fu un V8 a valvole in testa da 7 L. La Sixty Special condivideva la mancanza di ornamenti sulle fiancate con la Eldorado, e ciò forniva al modello un aspetto più pulito e più formale, perlomeno rispetto alle altre Cadillac. Mentre le piccole prese d'aria continuarono ad essere montate sul montante posteriore, venne installato un nuovo ornamento Cadillac sul parafango posteriore. La scritta “Sixty Special” realizzata secondo la tecnica cloisonné, che apparve nel 1960, fu eliminata. Venne offerto, come optional, il tettuccio in vinile.
Il 1964 vide pochi cambiamenti, tra i quali ci fu la revisione della calandra e dei paraurti posteriori. L'ornamento Cadillac venne spostato sui montanti posteriori. La Sixty Special del 1964, e l'omologa Eldorado cabriolet, ora non avevano quasi più ornamenti laterali, eccetto un massiccio inserto cromato che andava dal bordo posteriore del parafango anteriore fino alla coda della vettura.
Il cambio disponibile erano due, entrambi automatici. Uno era l’Hydra-Matic a quattro velocità, mentre l'altro il TH-400 a tre rapporti. Assemblata a Detroit sul pianale C della General Motors, questa generazione di Sixty Special aveva il motore montato anteriormente e la trazione posteriore.

## La nona serie: 1965-1970
Nel 1965 la Sixty Special fu oggetto di restyling. Il modello possedeva ora un passo più lungo. La Fleetwood Sixty Special ridiventò una berlina con montanti; questi ultimi, infatti, scomparvero nel 1957. Un'altra novità del 1965 fu il pacchetto Brougham, che comprendeva il rivestimento in vinile del tettuccio e la scritta “Brougham” sul montante posteriore.
Nel 1966 vennero applicati aggiornamenti minori. Nell'anno in questione la Cadillac offrì due modelli differenti di Sixty Special, la standard Fleetwood Sixty Special e la Fleetwood Sixty Special Brougham. L'opzione Brougham includeva un tettuccio in vinile e un equipaggiamento lussuoso come, ad esempio, gli interni in noce e, per i passeggeri posteriori, dei tavolini illuminati per il picnic, dei poggiapiedi e delle lampade per la lettura. Questo fu l'ultimo anno in cui la Sixty Special fu omologa della Eldorado cabriolet, dato che nel 1967 la Eldorado diventò a trazione anteriore e fu dotata di una carrozzeria totalmente nuova. Nel 1966 vennero vendute più Fleetwood Sixty Special Brougham che Sixty Special standard, e nell'anno successivo il sorpasso si compì nuovamente.
Nel 1967 le Cadillac vennero completamente riviste, anche se la Sixty Special mantenne il passo.
Le Sixty Special del 1968 erano piuttosto simili a quelle dell'anno precedente, anche se il cofano venne allungato. Quest'ultimo, copriva ora anche l'alloggiamento dei tergicristalli. Nell'anno in questione venne anche smussata la linea del vano bagagli. Anche nel 1968 furono venduti più esemplari Sixty Special Brougham che di Sixty Special standard. Infatti, l'equipaggiamento aggiuntivo della Brougham giustificava la spesa superiore per l'acquisto del modello.
I modelli del 1969 inaugurarono un nuovo corso stilistico e i due tipi di Sixty Special mantennero due differenti disegni del tetto rispetto alle altre Cadillac. Il divanetto posteriore frazionabile a 60/40 era montato di serie sulla Fleetwood Brougham, ed era opzionale sulla Sixty Special standard. La sicurezza, per la Cadillac, diventò una priorità, e quindi fu introdotto un piantone dello sterzo progettato per assorbire gli impatti e dotato di un equipaggiamento contro i furti. Infatti, era presente una chiave d'accensione che attivava lo sterzo, oltre ad un sistema di bloccaggio della leva del cambio. I poggiatesta per i sedili anteriori era offerti di serie, e le cinture di sicurezza erano disponibili per tutti i passeggeri. Il motore V8 a valvole in testa da 7,7 L di cilindrata e 375 CV di potenza venne riproposto. L'altro motore disponibile fu un V8 a valvole in testa da 7 L. Nel 1969 vennero eliminati i piccoli deflettori delle portiere anteriori e posteriori. L'equipaggiamento standard delle Fleetwood Brougham includeva il tettuccio in vinile, i poggiapiedi per i passeggeri posteriori ed il controllo automatico dell'altezza del retrotreno, che entrava in azione a seconda del peso del carburante, dei passeggeri o del carico alloggiato nel bagagliaio. Anche nell'anno in questione le vendite della Fleetwood Brougham superarono quelle delle Sixty Special.
Nel 1970 vennero aggiornate la calandra e le luci posteriori. Nell'anno in questione comparvero degli inserti cromati ed in vinile che vennero applicati alle fiancate, e questa novità fu il primo ornamento di una certa importanza applicato sulle Sixty Special dal 1958; ciò non discostò molto la linea della Sixty Special da quelle dei modelli degli altri anni, anche se certamente contribuì ad aumentare il rischio di danni a questi inserti nell'atto di apertura delle porte, quando le vetture erano affiancate nei parcheggi. Questo fu l'ultimo anno del tettuccio in metallo.
Il cambio disponibile era solo uno, l’Hydra-Matic automatico a quattro velocità. Assemblata a Detroit sul pianale C della General Motors, questa generazione di Sixty Special aveva il motore montato anteriormente e la trazione posteriore.

## La decima serie: 1971-1976
Nel 1971, fu commercializzato solamente un modello, la Fleetwood Sixty Special Brougham. Il modello possedeva sempre un passo da 3.378 mm, ma venne dotato di nuovi lamierati e di un nuovo tettuccio. Quest'ultimo era chiaramente ispirato al tettuccio originale concepito da Bill Mitchell nel 1938 per la prima Sixty Special, con finestrini laterali ad intelaiatura singola per ognuno, e con angoli smussati (circondati da sottili bordi cromati). Furono nuove anche delle lampade installate sui montanti e il montante centrale si fece più sottile. Per completare il look tipo custom, le portiere laterali possedevano uno stretto inserto in lamiera tra esse. Nonostante il nuovo aspetto più formale ed il più elevato livello di lusso, le vendite calarono lievemente.
Nel 1972 cadde il 70º anniversario di fondazione della Cadillac. Uno dei maggiori cambiamenti dell'anno in questione, fu l'aggiunta di modanature cromate intorno ai finestrini posteriori. Le vendite recuperarono decisamente. L'equipaggiamento della Fleetwood Sixty Special comprendeva delle lampade per consentire la lettura ai passeggeri posteriori, un sistema automatico di controllo dell'altezza da terra, che entrava in azione in caso di aumento del peso trasportato, e dei nuovi sedili anteriori. Gli interni erano disponibili in nove colori.
Nel 1974 vennero introdotti gli airbag, che entravano in funzione solamente in caso di impatto frontale. Essi vennero però tolti dall'offerta due anni dopo. Il modello rimase pressoché immutato fino al 1976.
Nel 1977 il modello venne temporaneamente ritirato dal mercato, e venne sostituito dalla Cadillac Fleetwood Brougham, che andò ad occupare, nella gamma offerta, il posto della vettura Cadillac più costosa e lussuosa.
Il cambio disponibile era solo uno, l'automatico TH-400 a tre velocità. Assemblata a Detroit sul pianale C della General Motors, questa generazione di Sixty Special aveva il motore montato anteriormente e la trazione posteriore. I motori disponibili erano due, entrambi V8 ed a valvole in testa. Uno aveva una cilindrata di 7,7 L, mentre l'altro 8,2 L.

## L'undicesima serie: 1987-1993
La Fleetwood Sixty Special ritornò nel 1987 come modello di alto livello nella gamma della Fleetwood, questa volta però a trazione anteriore. Le Fleetwood Sixty Special del 1987 e del 1988 erano auto artigianali con un pianale allungato di 127 mm rispetto a quello della De Ville, su cui erano basate. Questo allungamento aumentò lo spazio per le gambe dei passeggeri. Nel 1989 il modello fu aggiornato, ed ora condivideva il passo di 2.891 mm con la De Ville e la Fleetwood. Rimase in produzione fino al 1993. Quando la Fleetwood sostituì la Brougham nel 1993, il modello che era precedentemente conosciuto come Fleetwood, fu rinominato semplicemente Sixty Special. Dall'esordio di 55 anni prima, questa fu l'unica occasione in cui il nome Sixty Special non fu associato al termine “Fleetwood”.
Mentre le Sixty Special del 1987 e del 1988 possedevano un unico passo, i modelli prodotti dal 1989 al 1993 si differenziavano dalla De Ville dagli interni, che erano speciali e includevano sedili anteriori regolabili elettricamente in 22 modalità. Giorgetto Giugiaro creò un rivestimento in soffice pelle per i sedili, che includevano anche dispositivi per il riscaldamento degli stessi, un bracciolo centrale estraibile avente il controllo per la regolazione del sedile, ed un vano portaoggetti estraibile elettricamente. Quest'ultimo pacchetto che si riferiva ai sedili, fu offerto di serie dal 1989 al 1992 e come optional nel 1993.
Il cambio disponibile erano due, entrambi automatici a quattro rapporti, più precisamente il 4-T60 (offerto dal 1987 al 1989) ed il 4-T60E (disponibile dal 1990 al 1993). Assemblata a Lake Orion sul pianale C della General Motors, questa generazione di Sixty Special aveva il motore montato anteriormente e la trazione all’avantereno.
I motori disponibili furono:
| Motore                               | Potenza | Coppia  |
| ------------------------------------ | ------- | ------- |
| LS2 V6 Diesel da 4,3 L di cilindrata | 85 CV   |         |
| HT-4100 V8 benzina da 4,1 L          | 135 CV  | 260 N•m |
| HT-4500 V8 benzina da 4,5 L          | 155 CV  |         |
| HT-4500 V8 benzina da 4,5 L          | 180 CV  |         |
| HT-4500 V8 benzina da 4,9 L          | 200 CV  | 373 N•m |

L'ultimo esemplare di Sixty Special uscì dalle catene di montaggio il 18 giugno 1993.